# Staurastrum longiradiata
Staurastrum longiradiata là một loài Song tinh tảo trong họ Desmidiaceae, thuộc chi Staurastrum.